# ماركو أميليا
ماركو أميليا (Marco Amelia)، (روما، 2 أبريل 1982)، لاعب كرة قدم، ويلعب كحارس مرمى لنادي ميلان.
بدأ أميليا مسيرته الاحترافية مع نادي ليفورنو في عام 2001، وأعير في موسم 2003/2004 إلى نادي ليتشي ولعب لهم 13 مباراة، وفي القسم الثاني من نفس الموسم لعب لنادي بارما، ولم يشارك في أي مباراة، وكان من ضمن المنتخب الإيطالي الفائز بكأس العالم 2006 في ألمانيا ولكنه لم يشارك في أي مباراة، ويعتبر أميليا من حراس المرمى الواعدين في كرة قدم إيطاليا، وقد انتقلبنظام الإعارة إلى نادي إيه سي ميلان في الموسم 2010-2011.

## مسيرته مع الأندية
- نادي روما
- نادي ليفورنو
- نادي ليتشي
- نادي بارما
- نادي باليرمو
- نادي جنوة
- إيه سي ميلان

## روابط خارجية
- ماركو أميليا على موقع الاتحاد الدولي (مؤرشف)  (الإنجليزية)
- ماركو أميليا على موقع الاتحاد الأوربي (الإنجليزية)
- ماركو أميليا على موقع قاعدة بيانات كرة القدم.إي يو (الإنجليزية)
- ماركو أميليا على موقع ناشيونال فوتبول تيمز (الإنجليزية)
- ماركو أميليا على موقع Soccerbase.com (لاعب) (الإنجليزية)
- ماركو أميليا على موقع Soccerway.com (الإنجليزية)
- ماركو أميليا على موقع عالم كرة القدم.نت (الإنجليزية)
- ماركو أميليا على موقع اللجنة الأولمبية الدولية (الإنجليزية)
- ماركو أميليا على موقع أوليمبيديا (الإنجليزية)
- ماركو أميليا على موقع اللجنة الأولمبية الإيطالية (الإيطالية)